# Nigeriella excavata
Nigeriella excavata är en stekelart som beskrevs av Robert Harold Compton 1990. Nigeriella excavata ingår i släktet Nigeriella och familjen fikonsteklar. Inga underarter finns listade i Catalogue of Life.